# Zazimování zahrady
Zazimování zahrady je název pro soubor úprav, kterými je zahrada připravována na zimu. 
Vypouštění malých vodních nádrží a jejich zasypání listím slouží k tepelné ochraně leknínů a dalších vodních rostlin.
Odřezání nadzemních částí trvalek (kromě travin), zalití jehličnanů a stálezelených listnatých dřevin. Vyhrabání listí, především  z trávníkových ploch je považováno z důležité, jakkoliv postačí hrubé vyhrabání, aby nedošlo k vyhnívání trávníku pod vrstvou listí. Trávník je vhodné posekat na výšku 2–3 cm. Mezi keři není třeba listí vyhrabovat — v těchto místech nevadí a po zetlení z něho vzniká humus. Rostliny, které potřebují ochranu před mrazem, jsou zakrývány na zimu chvojím. Přenosné nádoby je třeba poklidit do bezmrazých místností. 
Pěnišníky mají být prosypávány listím a zakrývány chvojím. Keřové růže, mají být na podzim částečně sestříhány a přihrnuty zemí, popřípadě prosypány kompostem tak, aby jejich spodní části byly zakryté. Stejně tak pnoucí růže a plaménky je dobře zakrýt několika kousky chvojí. Jestliže jsou skalky a trvalé záhony s choulostivými rostlinami rovněž zakryty je zahrada chráněna před mrazem. Přes zimu je třeba setřást z jehličnanů, zejména sloupovitých jalovců námrazu a  vlhký sníh. Je třeba vyjmout ze země cibulnaté a hlíznaté rostliny nesnášející zmrznutí. 
Dřeviny je vhodné v některých lokalitách chránit proti okusu chemickými či technickými prostředky.